# راب فونت
راب فونت (انگلیسی: Rob Font؛ زادهٔ ۲۵ ژوئن ۱۹۸۷) ورزشکار هنرهای رزمی ترکیبی اهل ایالات متحده آمریکا است. وی از سال ۲۰۱۱ میلادی تاکنون مشغول فعالیت بوده‌است.
او در حال حاضر در دستت خروس وزن مسابقات قهرمانی مبارزه نهایی (سازمان یواف‌سی) رقابت می‌کند. فونت که از سال ۲۰۱۱ به صورت حرفه‌ای فعالیت می‌کند، پیش از این در سی‌ئی‌اس ام‌ام‌ای شرکت می‌کرد و در آنجا قهرمان پر وزن شد. در ۲۲ ژوئیه ۲۰۲۵، او در رتبه نهم رده‌بندی خروس وزن یواف‌سی قرار دارد.